# برانیمیر پوروبیچ
برانیمیر پوروبیچ (انگلیسی: Branimir Porobić؛ ۵ ژانویهٔ ۱۹۰۱ – ۱۸ دسامبر ۱۹۵۲) بازیکن فوتبال اهل یوگسلاوی بود.
از باشگاه‌هایی که در آن بازی کرده‌است می‌توان به باشگاه فوتبال بئوگراد اشاره کرد.
وی همچنین در تیم ملی فوتبال یوگسلاوی بازی کرده‌است.